# فردنووه
فردنووه (به لهستانی:  Frednowy) یک روستا در لهستان است که در گمینا ایواوا واقع شده‌است. فردنووه  ۸۰۰ نفر جمعیت دارد.